# Kråkö, Borgå
Kråkö är en ö 15 km söder om Borgå i Finland. Det bor omkring 330 personer året om på ön. In till 1990-talet var de mest svenskspråkiga, men på senare tid har antalet finskspråkiga ökat.
Det finns en svenskspråkig lågstadieskola på Kråkö. Där finns också ett båtbyggarmuseum.